# HD 212301
HD 212301 ist ein etwa 180 Lichtjahre entferntes Sternsystem im Sternbild Octans. Es besteht aus zwei Sternen sowie einem Exoplaneten.
Hauptkomponente des Systems ist ein Hauptreihenstern der Spektralklasse F8 mit einer scheinbaren visuellen Helligkeit von 7,8 mag, der die 1,3-fache Masse der Sonne aufweist. In einer Winkeldistanz von 4",4 (ca. 230 AE) wurde ein Roter Zwerg der Spektralklasse M3 detektiert.

## Exoplanet
Die Entdeckung des Exoplaneten wurde am 22. August 2005 im Rahmen des Kolloquiums „The Tenth Anniversary of 51 Peg b“ am Observatoire de Haute-Provence bekannt gegeben. Der Exoplanet mit der Bezeichnung HD 212301 b (bzw. HD 212301 Ab) hat die 0,45-fache Jupitermasse und umkreist die Hauptkomponente in 2,457 Tagen auf einer Umlaufbahn mit einer großen Halbachse von 0,036 AE (5,4 Mio. km).